# 西部裕固语
西部裕固語（西部裕固語：Yoğır tili）是西部裕固族所用的語言，屬於突厥語系東部突厥語支西伯利亚语组，西部裕固語是回鹘语直系后裔，其承继了回鹘语的语言特征，甚至部分保留着回鹘语中的计数方式。與同屬西伯利亞語支的哈卡斯語和圖瓦語最為接近；與屬於葛邏祿語支的維吾爾語不能溝通；與屬於蒙古語系的東部裕固語同样不能溝通。
使用人口約4,600人，使用者多通曉漢語。

## 系属分类
除了与维吾尔语的相似，西部裕固语还在古语中保留了与西伯利亚语支语言的共同特征，但并不特别接近任何一种。西裕固语和东裕固语都不能与维吾尔语互通。
西部裕固语还包含现代维吾尔语和西伯利亚语支语言都没有的古语；例如其预期计数系统与古维吾尔语相似，系词dro也来自古维吾尔语，但用维吾尔语的连系人称后缀代替。

## 地理分布
西部裕固语主要分布在甘肃省張掖市肅南裕固族自治縣的大河區和明花區。

## 音系
西部裕固语的一个特征是预送气，对应图瓦语中的所谓咽化及Tofa语中的低元音，以及雅库特语和土库曼语中的短元音。例子如/oʰtɯs/“30”；/jaʰʂ/“好”；/iʰt/“肉”。
突厥语系的特征——元音和谐系统基本上消亡了。塞音和塞擦音的浊音与汉语类似，变为送气。

### 輔音
西部裕固語有28個本有的輔音，及超過2個借自外來語的輔音（括號內所示）。
|        |          | 唇音 | 齿龈音 | 捲舌音 | 硬顎音 | 软腭音 | 小舌音 | 聲門音 |
| ------ | -------- | ---- | ------ | ------ | ------ | ------ | ------ | ------ |
| 鼻音   | 鼻音     | m    | n      |        |        | ŋ      |        |        |
| 塞音   | 清音送氣 | pʰ   | tʰ     |        |        | kʰ     | qʰ     |        |
| 塞音   | 純清音   | p    | t      |        |        | k      | q      |        |
| 塞擦音 | 清音送氣 |      | (t͡sʰ)  | ʈ͡ʂʰ    | t͡ɕʰ    |        |        |        |
| 塞擦音 | 純清音   |      | t͡s     | ʈ͡ʂ     | t͡ɕ     |        |        |        |
| 擦音   | 清音     | (f)  | s      | ʂ      | ɕ      | x      |        | h      |
| 擦音   | 濁音     |      | z      | ʐ      |        | ɣ      |        |        |
| 顫音   | 顫音     |      | r      |        |        |        |        |        |
| 近音   | 近音     |      |        | l      | j      | w      |        |        |

### 元音
西部裕固語有8個元音：/i, y, ɯ, u, e, ø, o, ɑ/.

### 历时过程
从最初的共同突厥语演变来的西部裕固语音系受到多种音变影响，其中最常见的是：

#### 元音
- 非词首音节的高元音去口化：CT *tütün > *tütin > WYu tuʰtïn“抽烟”；CT *altun > *altïn > WYu aʰltïm“金”
- CT *u在部分词中低化为WYu o，一般发生在软腭音和r周围：CT *burun > WYu pʰorn“前”
- 所有高元音合流——颚音周围合并为前元音，其他则合并为后元音；CT *üčün > WYu utɕin “使用”；CT *yïlan > WYu yilan“蛇”
  - 这产生了几个后果：
    1. 使共同突厥语中的同位异音*k、*q变为音位差异；
    2. 元音和谐类转为由具体的词决定；
    3. 以前会和谐的带高元音后缀不再参与和谐：CT: *-Ki/*-Kï > WYu -Kï“名词定语后缀”
- 前元音*ä、*e、*ö除了在*r、*l、*ŋ、（*ö除外）*g之前高化到*i、*ü：CT *ärän > WYu erin'“人”；CT *kȫk > WYu kük, CT *-lar/*-lär > WYu -lar/-lir“复数后缀”
- CT *ay在首音节变为WYu ey~e，在其他地方变为i
- 仅在首音节中，短元音可获得后面辅音的前送气；其他环境下，长短元音的区别彻底消失

#### 辅音
- 词首的*b在含有鼻音的词中被同化为*m
- 词首的塞音与塞擦音CT *b、*t、*k、*g、*č都变为清音，一部分（条件不明）带送气：CT *temir > WYu temïr, CT *bog- > WYu pʰoɣ-“绑”
- 唇音在元音间及在流音后变为*w，后来在部分条件下形成双元音或省略：CT *yubaš > WYu yüwaʂ“冷静”；CT *harpa > WYu harwa“谷仓”
- 在词末和大多数复辅音中，*p保留而*b消失
- 齿清塞音和软腭清塞音在大多数位置保留，送气几乎仅见于词首。
- CT *g擦化为ɣ，CT *d擦化为z。
- 除个别情形外，CT *š变为s：CT *tāš > WYu tas“石”
- CT *z在多音节词词尾清化，其余地方保留：CT *otuz > WYu oʰtïs“30”
- CT *č在韵尾位置一般变为WYu š
- CT *ñ变为WYu y；词首位置的CT *y-大多保留；CT *h-在部分词中似乎保留下来，但与WYu h-的对应仍不清楚。

## 词汇
西部裕固语保留了东部古突厥语中的许多词汇，也是唯一保留了古突厥语预期计数词的突厥语。这个系统中，使用的是小数点后的数字，例如per otus（per：1，otus：30）意为“1（在到）30（的路上）”，指21。
几百年来，西部裕固语一直与蒙古语和藏语产生语言接触，吸收了大量借词和语法特征，附近的汉语方言也产生了影响，提供了借词。

## 语法
名词和动词中的人称标记基本消失了。动词系统似乎受到藏语影响，言据性的影响被语法化了。

### 语法格
|        |      | 阻碍音后 | 鼻音后 | -z后 |
| ------ | ---- | -------- | ------ | ---- |
| 主格   | 主格 | -∅       | -∅     | -∅   |
| 宾格   | 宾格 | -ti      | -ni    | -ni  |
| 属格   | 属格 | -tiŋ     | -niŋ   | -niŋ |
| 与格   | 后   | -qa      | -qa    | -ɣa  |
| 与格   | 前   | -ki      | -ki    | -ki  |
| 方位格 | 后   | -ta      | -ta    | -ta  |
| 方位格 | 前   | -ti      | -ti    | -ti  |
| 离格   | 后   | -tan     | -tan   | -tan |
| 离格   | 前   | -tin     | -tin   | -tin |

有4个亲属关系词，具有不同的呼格形式：aqu（← aqa“哥哥”）；qïzaqu（← qïzaqa“姐姐”）；açu（←aça “父亲”）；anu（← ana“母亲”）。有两个领属后缀，第一、二人称-(ï)ŋ和第三人称-(s)ï，但在亲属称呼以外几乎不用（如anaŋ、anasï“母亲”），这与领属可易主性中的不可分领属类似。4个亲属名词有不规则的第一、二人称形式，通过省略末元音和辅音变体而产生：aqa → aqïŋ“哥哥”。

### 动词
与撒拉语类似，黄裕固语动词系统的特点是（与汉语的）接触造成的限定动词人称数系词标志的消失，例如，比较“我吃饱了”在黄裕固语中是Men toz-dï，在乌兹别克语中是Men to’y-dïm；后者的动词附有第一人称后缀-(I)m，对应的黄裕固语句子则没有。

## 历史
现代维吾尔语和西部裕固语属于突厥语系中完全不同的分支，分别是喀喇汗国的葛逻禄语支（如麻赫穆德·喀什噶里的《突厥语大辞典》描述的Xākānī语）和西伯利亚语支，其中包括回鹘语。
裕固族是甘州回鹘、高昌回鹘和回鹘汗国的后裔。
Grigory Potanin在其俄语著作《中国和蒙古中部的党项-西藏边疆》（1893）中记录了撒拉语、西部裕固语和东部裕固语的词汇。

## 參閲
- 東部裕固語